# 16760 Masanori
16760 Masanori è un asteroide della fascia principale. Scoperto nel 1996, presenta un'orbita caratterizzata da un semiasse maggiore pari a 2,5994541 UA e da un'eccentricità di 0,2637154, inclinata di 6,90867° rispetto all'eclittica.